# The Tattooist of Auschwitz (Miniserie)
The Tattooist of Auschwitz ist eine Miniserie, die auf dem gleichnamigen Roman bzw. dem Leben von Lale Sokolov basiert. Die Biografie- und Literaturverfilmung wurde im Auftrag von Peacock und Sky Atlantic produziert.
Die sechs Episoden umfassende Serie wurde am 2. Mai 2024 veröffentlicht und in Deutschland  am 8. Mai 2024.

## Handlung
Lale Sokolov, ein jüdischer Häftling im Konzentrationslager Auschwitz-Birkenau, erhält den Auftrag, Identifikationsnummern auf die Arme seiner Mithäftlinge zu tätowieren.

## Produktion
Im Jahr 2018 erwarb der Creative Director von Synchronicity Films, Claire Mundell, die Filmrechte an dem Roman Der Tätowierer von Auschwitz: Die wahre Geschichte des Lale Sokolov. Im Jahr 2023 wurde der Beginn der Produktion bekanntgegeben. All3Media ist bei der Produktion für den weltweiten Vertrieb zuständig. Gedreht wurde im selben Jahr unter anderem in Bratislava.
Der Soundtrack wurde von Hans Zimmer und Kara Talve erstellt. Barbara Streisand nahm mit dem Schlusstitel Love Will Survive von Hans Zimmer, Kara Talve, Walter Afanasieff und Charlie Midnight ihren ersten Song für eine Fernsehserie auf.

## Rezeption
Das Museum Auschwitz kritisierte in seinem Magazin Memoria, die Serie stelle die historische Realität im Konzentrationslager Auschwitz-Birkenau falsch dar. Überdies spiele der Holocaust in der Serie eine nur untergeordnete Rolle.